# Canton de Bondy-Sud-Est
Le canton de Bondy-Sud-Est est une ancienne division administrative française située dans le département de la Seine-Saint-Denis et la région Île-de-France.

## Histoire
Le canton a été créé par le décret du 20 janvier 1976 scindant le canton de Bondy
Il a été supprimé lors du redécoupage cantonal de 2014 en France pour former le nouveau canton de Bondy.

## Représentation: Canton de Bondy Sud-Est
| Période | Période      | Identité        | Étiquette | Qualité |
| ------- | ------------ | --------------- | --------- | --- |
| 1976    | 1980 (décès) | Marcel Chauzy   | PS        | Employé des PTT, contrôleur des postes, puis permanent politique Maire-adjoint de Bondy                                         |
| 1980    | 1988         | Michel Beaufort | PS        | Conseiller municipal de Bondy                                                                                                   |
| 1988    | 2015         | Gilbert Roger   | PS        | Maître-nageur sauveteur Maire de Bondy (1995-2011) 1er vice-président du Conseil général de 2004 à 2011 Sénateur de 2011 à 2023 |

## Composition
Après le redécoupage cantonal de 1976, le canton, renommé canton de Bondy-Sud-Est ne recouvre plus que la partie de la commune située au sud et à l'est d'une ligne « délimitées par l'axe des voies ci-après : avenue du Général-Gallieni (jusqu'à la rue A.-Polissard), rue
A.-Polissard, place de la Division-Leclerc, rue Jules-Guesde (jusqu'à l'avenue Carnot), avenue Carnot, place de la Gare (jusqu'à la voie ferrée), voie ferrée (jusqu'à' l'avenue de Nancy), avenue de Nancy, avenue de l'Est (jusqu'à la rue Étienne-Dolet), rue Étienne-Dolet jusqu'à la limite communale avec Rosny-sous-Bois ». Le surplus de la ville était désormais inclus dans le canton de Bondy-Nord-Ouest.
| Communes               | Population (2012) | Code postal | Code Insee |
| ---------------------- | ----------------- | ----------- | ---------- |
| Bondy, commune entière | 53 051            | 93 140      | 93 010     |

## Démographie
| 1962 | 1968 | 1975 | 1982 | 1990   | 1999   | 2006   | 2011   | - | - |
| ---- | ---- | ---- | ---- | ------ | ------ | ------ | ------ | - | - |
| -    | -    | -    | -    | 22 750 | 21 873 | 24 868 | 25 561 | - | - |